# Сятра-Марги
Сятра-Марги (чув. Çатра Марка) — деревня в составе Ишакского сельского поселения Чебоксарского района Чувашии.

## География
Деревня расположена на левом берегу реки Кунар в 36 километрах от столицы республики — города Чебоксары, 42 километрах от районного центра — посёлка Кугеси, в 24 километрах от железнодорожной станции

## Название
Историческое название деревни — Марково. В 1917—1929 годах деревня носила название Сятракасы, в 1939—1940 годах — Сятра-Марково, в 1935 году и с 1948 года — Сятра-Марги.

## История
Исторически деревню населяли чуваши, которые до 1724 года были ясачными крестьянами, а до 1866 года — государственными. Основой экономической деятельности жителей деревни были: земледелие, животноводство, домашнее ремесло, лесоразработка, кулеткачество. 

Деревня эта есть самая населенная в уезде— 1867
.
В 1886 году в деревне открыта церковно-приходская школа, а с 1890-х годов работала земская школа. В XIX — начале XX века действовала водяная мельница. В 1930 году в деревне образован колхоз «Новое Марково».
Административная принадлежность
До революции деревня относилась к Ишаковской волости Чебоксарского уезда и Чебаевской волости Ядринского уезда.
С 1921 по 1927 год — в составе Цивильского уезда, в 1927—1935 годах — в Чебоксарском районе, с 1935 года по 1959 год — в составе Ишлейского района, а с 1959 года — вновь в составе Чебоксарского района.
Исторические и прежние названия
Сятра-Касы (Марково) (1867)

## Население
Население деревни равнялось:
| Год  | Крестьянских дворов | Мужчин | Женщин | Всего |
| ---- | ------------------- | ------ | ------ | ----- |
| 1719 |                     | 197    |        |       |
| 1763 |                     | 270    |        |       |
| 1795 | 25                  |        |        |       |
| 1858 |                     | 117    | 130    |       |
| 1897 |                     |        |        | 505   |
| 1926 | 108                 | 237    | 272    |       |
| 1939 |                     | 226    | 264    |       |
| 1979 |                     | 132    | 180    |       |
| 2002 | 94                  | 117    | 143    | 260   |

## Известные уроженцы, жители
Аверкиев, Иван Степанович  (12 апреля 1901, Сятря-Марги, Ядринский уезд, Казанская губерния — 6 апреля 1978, Йошкар-Ола, Республика Марий Эл)  — чувашский деятель науки, учёный-лесовод и энтомолог, доктор биологических наук, профессор

## Инфраструктура
В деревне имеется школа, фельдшерский пункт, клуб, библиотека, магазин.

## Известные люди
В деревне родился советский и российский художник Владимир Ильич Мешков.